# سياسة التأشيرات في موريتانيا
يمكن لمعظم زوار موريتانيا الحصول على تأشيرة إلكترونية لدخول موريتانيا، ما لم يكونوا من مواطني إحدى الدول المعفاة من التأشيرة.

## خريطة سياسة التأشيرات

موريتانيا
معفاة من التأشيرة
تأشيرة إلكترونية

## الإعفاء من التأشيرة
يمكن لمواطني الدول التسع التالية زيارة موريتانيا دون تأشيرة لمدة تصل إلى 90 يومًا:
| - الجزائر - تشاد* - كوت ديفوار - غامبيا - ليبيا | - مالي - النيجر - السنغال - تونس |

* — غير مدرجة من قبل تيماتيك كدولة معفاة من التأشيرة.
حاملو جوازات السفر الدبلوماسية والخدمية الصادرة لمواطني البرازيل، بلغاريا، الصين، مصر، غينيا بيساو، إيران، المغرب وتركيا لا يحتاجون إلى تأشيرة لدخول موريتانيا.
مواطنو أي دولة يحملون جوازات سفر دبلوماسية باستثناء إيطاليا لا يحتاجون إلى تأشيرة.

## الحصول على التأشيرة

### التأشيرة عند الوصول
يمكن لحاملي جوازات السفر الصادرة عن أي دولة الحصول على تأشيرة عند الوصول في أي مطار دولي، مثل مطار نواكشوط الدولي، وكذلك في أي معبر حدودي بري. ومع ذلك، وفقًا لـ تيماتيك، فإن مواطني سوريا غير مؤهلين للحصول على تأشيرة عند الوصول، ويجب عليهم الحصول على موافقة مسبقة من المديرية العامة للأمن الوطني (DGSN) لدخول موريتانيا.

### التأشيرة الإلكترونية
أطلقت موريتانيا نظام التأشيرة الإلكترونية.
اعتبارًا من 5 يناير 2025، سيتعين على جميع مواطني الدول التي تتطلب التأشيرة التقديم للحصول على تأشيرة إلكترونية قبل صعودهم على متن الرحلات إلى موريتانيا.

### السفارات
اعتبارًا من يونيو 2025، فإن سفارة موريتانيا في طوكيو لا تصدر التأشيرات؛ بل توجه المتقدمين المحتملين للحصول على تأشيرة إلكترونية عبر الإنترنت قبل دخول موريتانيا.